# Louis Cousin-Despréaux
Louis Cousin-Despréaux (* 7. August 1743 in Dieppe, Département Seine-Maritime; † 3. Oktober 1818 ebenda) war ein französischer Homme de lettres. 
Cousin-Despréaux stammte aus einer alteingesessenen Familie und war in der Verwaltung seiner Heimatstadt tätig. Als „homme de lettres“ war er Mitglied der Académie des Sciences, Belles-Lettres von Rouen und korrespondierte regelmäßig mit der Académie des Inscriptions et Belles-Lettres in Paris. Durch seine Verbindung mit diesen Akademien war er u. a. mit Augustin Barruel, Antoine Henri de Bérault-Bercastel, Jacob-Nicolas Moreau, Philippe-Louis Gérard und Madame Roland bekannt bzw. befreundet. 
Zwischen 1780 und 1789 veröffentlichte Cousin-Despréaux seine „Histoire générale et particulière de la Grece“ und konnte damit erfolgreich debütieren. Während der Revolution lebte Cousin-Despréaux sehr zurückgezogen auf einem Landgut seiner Familie. Die letzten Jahre seines Lebens verbrachte mit dem Plan, einen Kanal von Dieppe bis nach Paris zu bauen. 
Acht Wochen nach seinem 75. Geburtstag starb Cousin-Despréaux am 3. Oktober in Dieppe und fand dort auch seine letzte Ruhestätte. 

## Werke (Auswahl)
- Histoire générale et particulière de la Grece. Paris 1780/89 (16 Bde.).
- Les leçons de la nature ou histoire naturelle présentée à l’ésprit et au cœur. Paris 1801 (4 Bde.).